# Gebouw 1790

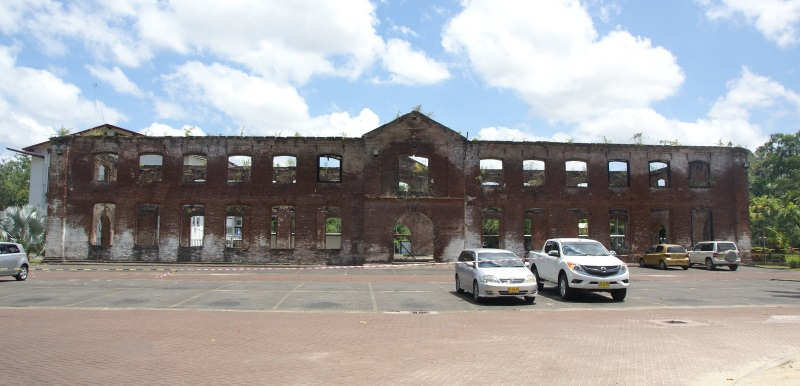
Gebouw 1790 anno 2016.

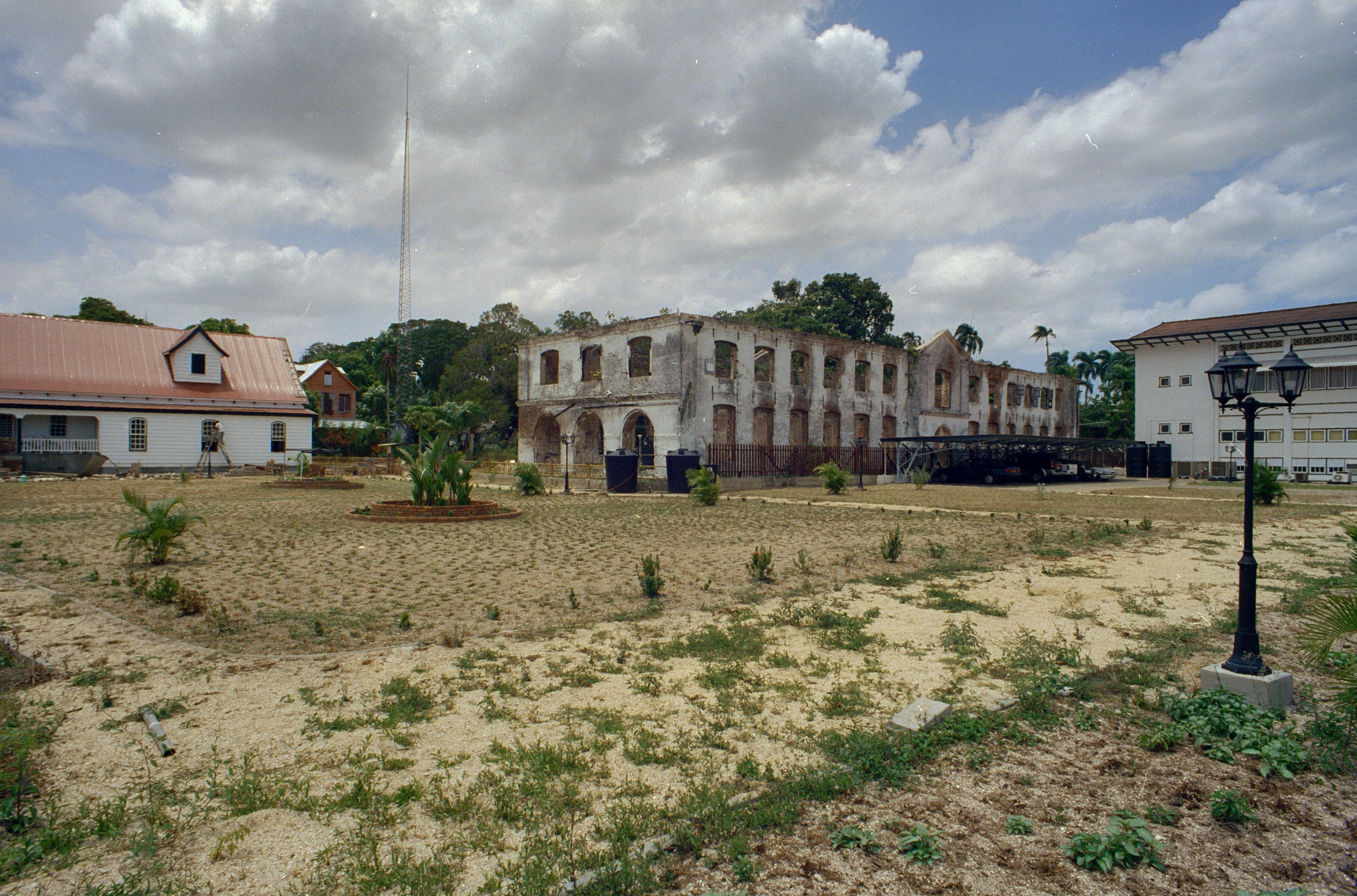
Gebouw 1790 acht jaar na de brand.

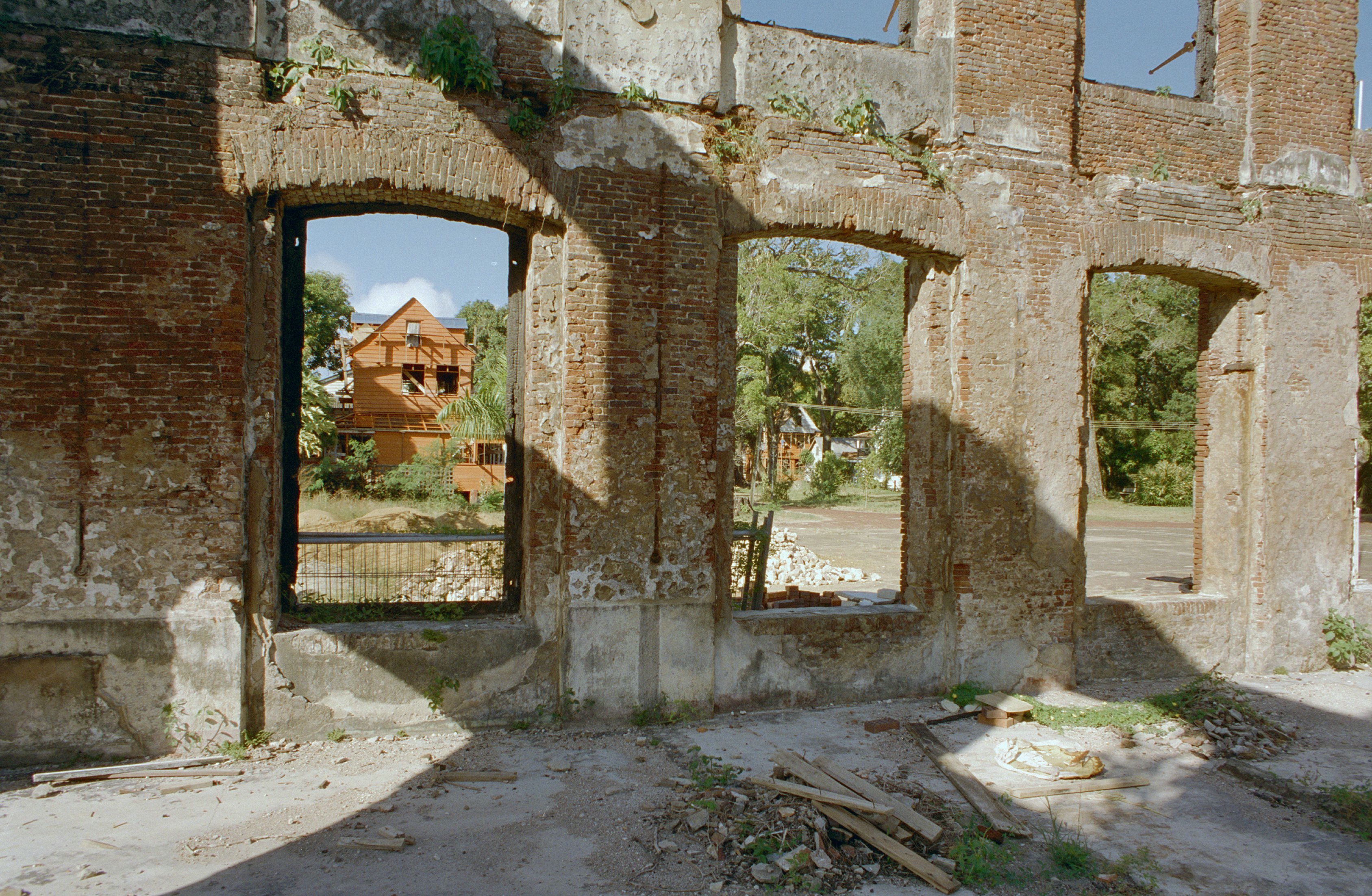
De binnenzijde van Gebouw 1790.

Gebouw 1790 is (de ruïne van) het laatachttiende-eeuwse levensmiddelenmagazijn van Fort Zeelandia in Paramaribo, Suriname. Dit gebouw is onderdeel van de historische binnenstad van Paramaribo, die sinds 2002 door UNESCO aan de Werelderfgoedlijst is toegevoegd.

## Geschiedenis

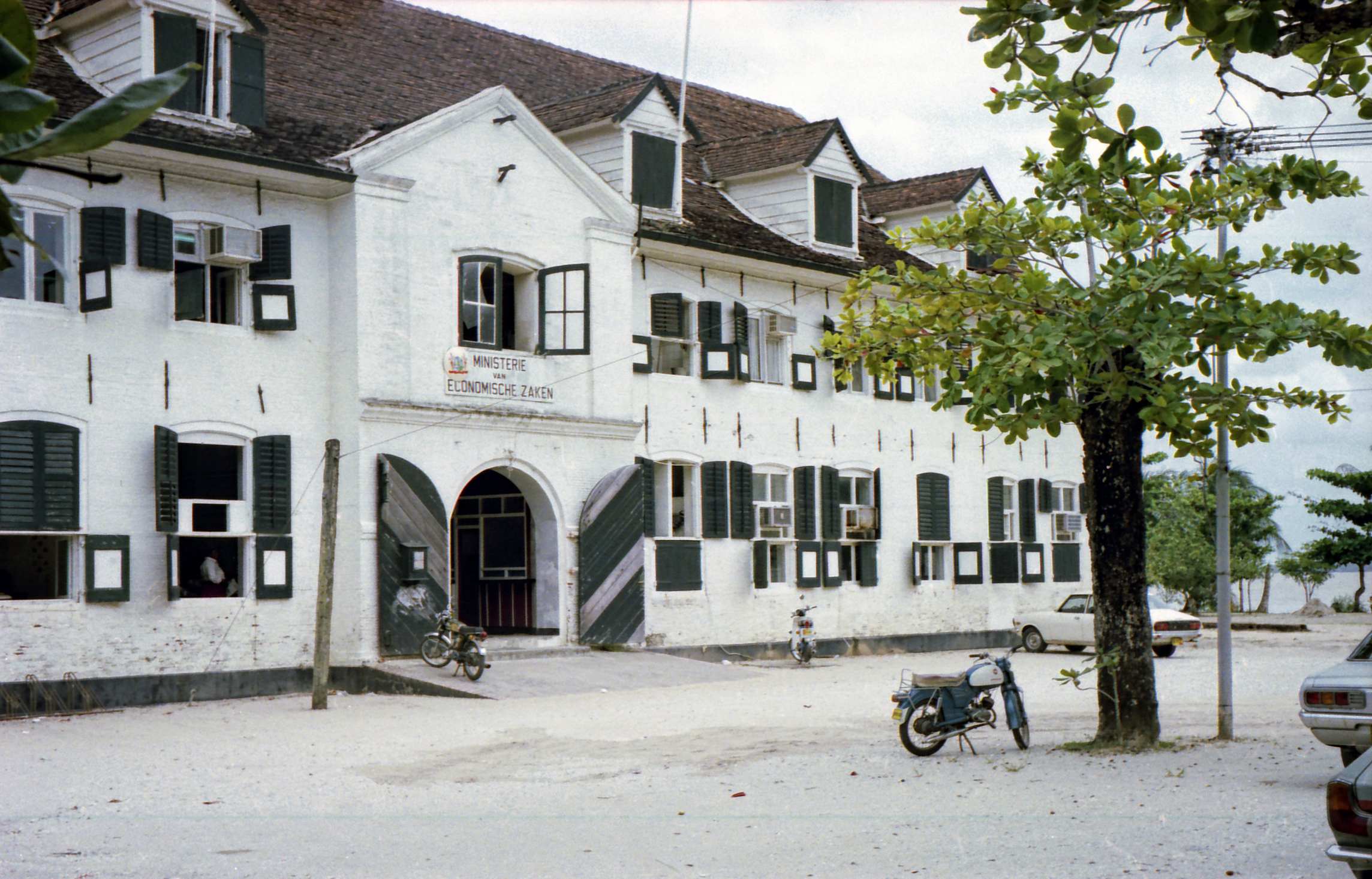
Het gebouw in 1979

In 1788, toen Wichers gouverneur was, werd er al gebouwd aan het levensmiddelenmagazijn oftewel het Nieuw Magazijn van Vivres. Er bleek echter een probleem te zijn om de fundamenten goed aan te leggen, de grond bleek te los. Het gebouw werd gerealiseerd op een deel van de gedempte gracht om Fort Zeelandia heen. 
Er werden meerdere bouwplannen ingediend, onder andere van luitenant-ingenieur Robatel en van timmerbaas J. van Wijnbergen, maar het plan dat gerealiseerd werd was van majoor J.G.R. Böhm. Bijzonder aan zijn plan was om de tweede verdieping ook van steen te maken in plaats van hout op basis van een aantal argumenten. Zo zei hij in een brief aan gouverneur Wichers op 26 mei 1790 dat reparaties aan houten gebouwen duurder waren dan reparaties aan stenen gebouwen, een stenen gebouw sneller gebouwd zou zijn en dat er wijnig bekwame Timmer Negers te bekomen zijn. Böhm had uitgerekend hoeveel vaten vlees er naast en op elkaar op de begane grond gezet konden worden en hoeveel rogge en gort op de verdieping en op de zolder gestort konden worden. Hij ontwierp in beide kopse gevels drie rondbogige poorten en in het midden van de langsgevels een rondbogige poort met dubbele deur. Volgens hem waren er 530.000 stenen, 725 vaten kalk en cement en 45.000 tichels voor het zadeldak nodig. 
Zijn ontwerp werd niet in zijn geheel gerealiseerd. Dit op advies van luitenant Robatel, die stelde dat het gebouw dat steunde op een onzeker fundament met zoveel mogelijk gelijke last opgebouwd diende te worden. Er werd daarom gekozen voor een schilddak en geen topgevels. De aannemer Cordova realiseerde het gebouw. Het levensmiddelenmagazijn werd in 1792 in gebruik genomen.
In de tweede helft van de 20e eeuw huisde er het Ministerie van Onderwijs. In 1990 brandde het gebouw geheel af, waarbij enkel de zware muren overbleven.

## Bouw
Gebouw 1790 was een groot bakstenen magazijn. Het magazijn is 45,75 meter bij 14,4 meter groot en bestond uit twee bouwlagen. De lange zijde is naar het fort toegekeerd en heeft in een iets uitstekende middenpartij met een rondbogige dubbele deur en erboven een raam. Aan weerszijden van de middenpartij is het symmetrische gebouw zes traveeën breed. Door de brand in 1990 zijn enkel de buitenste muren overgebleven.